# Internetica
Internetica Sp. z o.o. – polska agencja marketingu internetowego z siedzibą w Warszawie, założona w 2007 roku przez Łukasza Iwanka. Firma świadczy usługi z zakresu SEO, SEM, Social Mediów, kampanii na platformach marketplace, a także projektuje i wdraża strony oraz sklepy internetowe.

## Historia i struktura
Przedsiębiorstwo rozpoczęło działalność jako jednoosobowa firma, a od 2020 roku działa jako spółka z ograniczoną odpowiedzialnością. Od początku kieruje nim założyciel i prezes Łukasz Iwanek, posiadający 90% udziałów w spółce. Pozostałe 10% należy do Justyny Emilii Iwanek. Firma zatrudnia kilkunastoosobowy zespół specjalistów i działa także na rynkach zagranicznych.

## Działalność i pozycja rynkowa
Internetica posiada status Certyfikowanego Partnera Google. Firma obsłużyła ponad 2000 klientów i znajduje się w czołówce polskich agencji SEO/SEM pod względem przychodów – w latach 2022–2023 zajęła odpowiednio 23. i 24. miejsce w ogólnopolskich zestawieniach. Przychody to ponad 4 mln zł w 2024 roku, przy zachowaniu umiarkowanej rentowności.
Agencja uzyskała wyróżnienia „Złota Firma” i „Firma Sprawdzona” za jakość usług i wysokie oceny klientów. Jej eksperci publikowali komentarze branżowe m.in. w serwisach GazetaPrawna.pl i Wirtualnemedia.pl.